# Bar-sur-Aube
Bar-sur-Aube – miejscowość i gmina we Francji, w regionie Grand Est, w departamencie Aube.
Według danych na rok 1990 gminę zamieszkiwało 6707 osób, a gęstość zaludnienia wynosiła 412 osób/km².

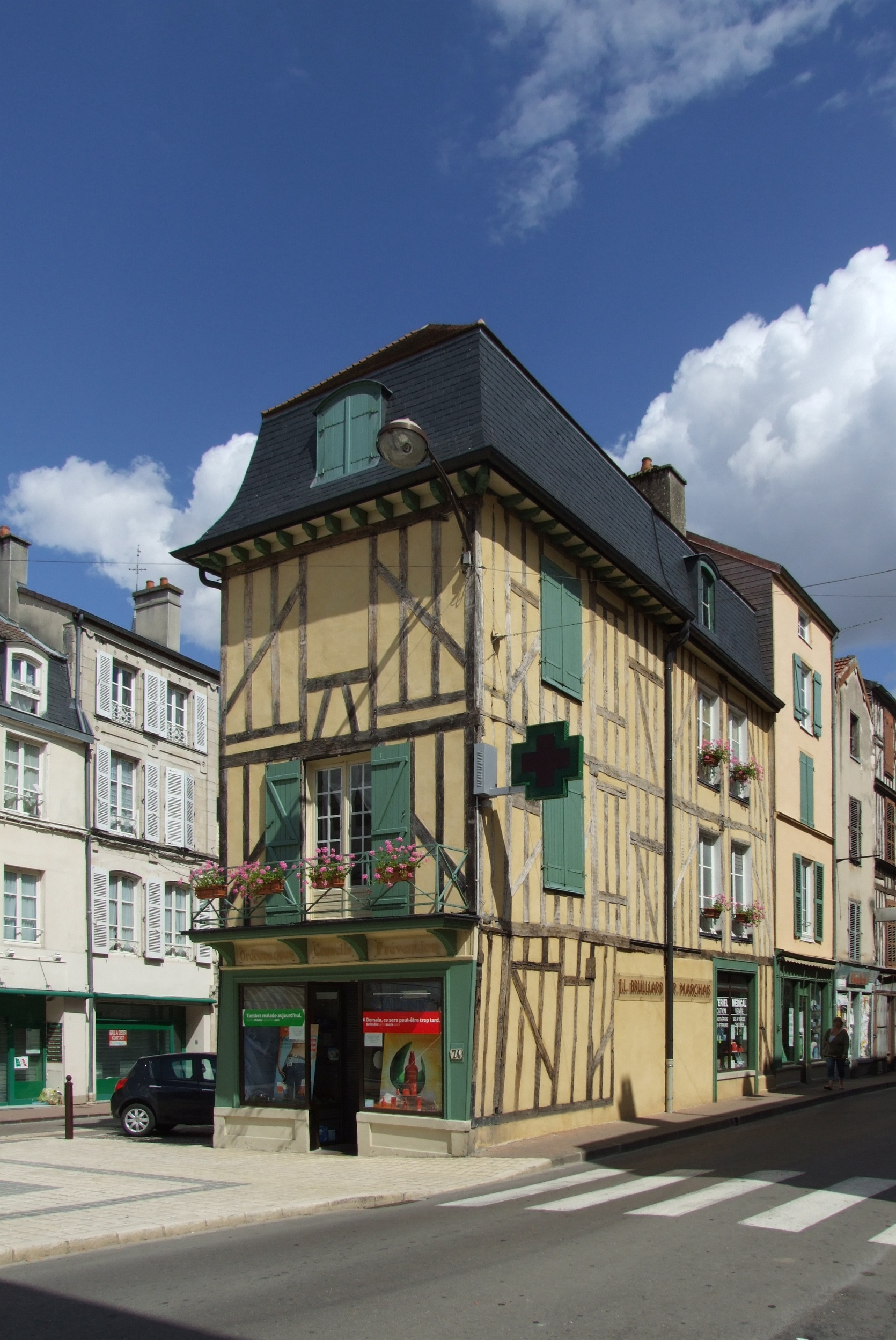
Bar-sur-Aube, 2008